# Joe Greene (athlétisme)
Pour l’article homonyme, voir Joe Greene.
Joe Greene (né le 17 février 1967 à la base aérienne Wright-Patterson de Dayton) est un athlète américain spécialiste du saut en longueur.

## Carrière
Sélectionné pour les Jeux olympiques de 1992, il remporte la médaille de bronze du saut en longueur avec 8,34 m, derrière ses compatriotes Carl Lewis et Mike Powell. En 1993, Joe Greene se classe deuxième des Championnats du monde en salle de Toronto, à dix centimètres du Cubain Iván Pedroso, médaillé d'or.
Le 14 mai 1995, il établit avec 8,48 m la meilleure performance de sa carrière à l'occasion du meeting de São Paulo. L'année suivante, il remporte une nouvelle médaille de bronze lors des Jeux olympiques d'Atlanta, devancé par Carl Lewis et James Beckford. En 1997, l'Américain termine troisième des Championnats du monde en salle de Paris, signant avec 8,41 m la meilleure performance de sa carrière lors d'une compétition en salle.

## Palmarès
| Date | Compétition                    | Lieu      | Place | Marque |
| ---- | ------------------------------ | --------- | ----- | ------ |
| 1992 | Jeux olympiques                | Barcelone | 3e    | 8,34 m |
| 1993 | Championnats du monde en salle | Toronto   | 2e    | 8,13 m |
| 1995 | Championnats du monde en salle | Barcelone | 4e    | 8,12 m |
| 1995 | Finale du Grand Prix           | Monaco    | 4e    | 8,18 m |
| 1996 | Jeux olympiques                | Atlanta   | 3e    | 8,24 m |
| 1997 | Championnats du monde en salle | Paris     | 3e    | 8,41 m |